# 25 de setembre
El 25 de setembre és el dos-cents seixanta-vuitè dia de l'any del calendari gregorià i el dos-cents seixanta-novè en els anys de traspàs. Queden 97 dies per finalitzar l'any.

## Esdeveniments
Països Catalans
- 1411 - Vinaròs (el Baix Maestrat): els adversaris dels Trastàmara hi celebren corts.
- 1812 - San Miguel de Tucumán (Argentina): tot i que les tropes realistes doblen als independentistes argentins, aquests últims vencen en la batalla de Tucumán durant la Segona expedició auxiliadora a l'Alt Perú de la guerra de la Independència Argentina.
- 1882 - Barcelona: s'inaugura el Museu Martorell d'Arqueologia i Història Natural, amb les col·leccions llegades de Francesc Martorell, primer museu de la ciutat en un edifici expressament construït amb aquest objectiu, obra d'Antoni Rovira i Trias.
- 1904 - Castellar del Riu (el Berguedà): s'hi celebra per primera vegada l'aplec del Pi de les Tres Branques.
- 1924 - Barcelona: Es funda l'Editorial Barcino, amb la idea de fer divulgació dels clàssics de la literatura catalana.[1]
- 1955 - Bagà: S'inaugura el Refugi de Rebost, un refugi de muntanya de la UEC, als vessants meridionals de la Tosa.[2]
- 1962 - Un gran desbordament causa 441 morts i 374 desaparicions en les comarques del Vallès, el Barcelonès i el Baix Llobregat.[3]
- 1973 - Barcelona: Detenció de Salvador Puig i Antich.
- 2004 - Sueca (Ribera Baixa): Toni de l'Hostal (net) és elegit president al 4t Congrés de Figures Mundials.
- 2011 - Barcelona: té lloc a La Monumental la darrera cursa de braus de Catalunya.

Resta del món
- 1066 - Stamford Bridge, Regne d'Anglaterra: té lloc la batalla de Stamford Bridge, que marca la fi de l'era vikinga a la Gran Bretanya.
- 1890 - Califòrnia: S'estableix el Parc Nacional Sequoia.

## Naixements
Països Catalans
- 1821 - Setcases, Ripollès: Joan Isern Batlló i Carrera, botànic català.
- 1896
  - Sabadell, el Vallès: Ricard Marlet i Saret, xilògraf, pintor i escultor català.
  - Valls, Província de Tarragona: Robert Gerhard i Ottenwaelder, compositor català.
- 1899 - Barcelona: Ricard Lamote de Grignon i Ribas, compositor i director d'orquestra català (m. 1962)
- 1908 - Aurenja, Valclusa: Jacqueline Audry, directora de cinema francesa (m. 1977).[4]
- 1948 - Barcelona: Isabel Rodà de Llanza, epigrafista i arqueòloga catalana.[5]
- 1952 - Sabadell: Montserrat Casals i Couturier, periodista i historiadora de la literatura catalana.[6]
- 1964 - Barcelona: Carlos Ruiz Zafón, escriptor català en castellà (m. 2020).
- 1970 - Barcelona: Elisabeth Maragall i Vergé, jugadora d'hoquei sobre herba, medalla d'or en els Jocs de Barcelona 1992.[7]
- 1977 - la Granada del Penedès: Sílvia Montané Bonilla, atleta catalana de curses de fons i camp a través.[8]
- 1980
  - Palafrugell: Esther Ribot i Moliné, soprano catalana.[9]
  - Eivissa, Illes Balears: Olivia Tirmarche Molina, actriu eivissenca.
- 1993 - Sant Esteve Sesrovires, Rosalía, cantautora i actriu catalana.[10]

Resta del món
- 1647 - París: Anne-Thérèse de Marguenat de Courcelles, dona de lletres i salonnière francesa molt influent (m. 1733).[11]
- 1697 - castell de Chamrond, Borgonya: Marie-Anne de Vichy-Chamrond, marquesa du Deffand, escriptora i tertuliana francesa.[12]
- 1710 - Fullerö, Suècia: Augustin Ehrensvärd, arquitecte militar suec.
- 1788 - Königsberg, Prússia: Johann Theodor Mosewius, cantant d'òpera, director del cor i director musical prussià.
- 1794 - Juillac: Jeanne Villepreux-Power, biòloga marina pionera i autodidacta francesa.[13]
- 1865 - Champigné, Maine-et-Loire, França, Henri Lebasque, pintor post-impressionista francès.

- 1866 - Lexington, Kentucky, EUA: Thomas Hunt Morgan, biòleg estatunidenc, Premi Nobel de Medicina o Fisiologia de 1933
- 1872 - Cracòvia, Polòniaː Helena Rubinstein, empresària de cosmètics, col·leccionista i filantropa (m.1965).[14]
- 1886 - Vitòria, Euskadi: Jesús Guridi Bidaola, compositor basc (m. 1961).
- 1893 - Estocolm, Suècia: Harald Cramér, matemàtic suec especialitzat en estadística matemàtica i teoria probabilística dels nombres.
- 1897 - New Albany, Mississipi, EUA: William Faulkner, escriptor i guionista estatunidenc, Premi Nobel de Literatura de 1949.[15]
- 1901 - Bromon e la Mota, França: Robert Bresson, cineasta francès.
- 1903 - Dvinsk, Imperi Rus: Mark Rothko, pintor estatunidenc d'origen letó (m. 1970).[16]
- 1906 - (12 de setembre segons l'antic calendari), Sant Petersburg: Dmitri Xostakóvitx, compositor rus (m. 1975).[17]
- 1907 - Las Palmas: Josefina de la Torre, poeta i novel·lista de la Generació del 27, cantant lírica i actriu espanyola (m. 2002).[18]
- 1925 - Moscouː Ielena Liubímova, geofísica soviètica que investigà a l'Oceà Atlàntic.[19]
- 1944 - New Brunswick, Nova Jersey, Estats Units: Michael Douglas, actor i productor estatunidenc.
- 1949 - Calzada de Calatrava, Ciudad Real, Espanya: Pedro Almodóvar Caballero, director de cinema i guionista espanyol.
- 1952 - 
  - Nova York, EUA: Christopher Reeve, actor estatunidenc, director, productor, guionista i autor. Representà el famós superheroi Superman.
  - Hopkinsville, Kentucky: bell hooks, intel·lectual, feminista, i militant estatunidenca (m. 2021).[20]
- 1955 - Lisboa: Maria João Rodrigues, acadèmica i política portuguesa; ha estat ministra, assessora i eurodiputada.[21]
- 1958 - Atenes, Grècia: Robert Kagan, assagista polític estatunidenc.
- 1968 - Filadèlfia, Pennsilvània: Will Smith, actor, productor de cinema i cantant estatunidenc.
- 1969 - Swansea, Gal·les: Catherine Zeta Jones, actriu gal·lesa.
- 1970 - Salamanca: Susana Marcos, física espanyola especialitzada en òptica aplicada a la visió humana.[22]

## Necrològiques
Països Catalans
- 1954 - Vilanova i la Geltrú, Garraf: Eugeni d'Ors, escriptor i polític català, promotor cultural i fundador de l'Escola de Bibliotecàries.
- 2009 - Barcelona: Alícia de Larrocha i de la Calle, pianista i professora de piano catalana.[23]
- 2019 - Barcelona: Elisabeth Vergés, pionera en l'escalada i l'alpinisme de Catalunya.[24]

Resta del món
- 1412 - Monestir de Guadalupe, Regne de Castella i Lleó: Fernando Yáñez de Figueroa, sacerdot catòlic, cofundador de l'Orde de Sant Jeroni.
- 1506 - Bruges, Flandes: Felip I de Castella, “el Bell”, aristòcrata castellà, rei de Castella.
- 1617 - Lisboa, Regne de Portugal: Francisco Suárez, teòleg i filòsof espanyol (n. 1548)
- 1893 - les Andelys, França: Adolphe Sellenick, compositor i director d'orquestra francès.
- 1895 - Eduard Mertke, pianista i compositor letó.
- 1924 - Senomaty, Bohèmia: Karel Burian, tenor txec, especialitzat en les obres de Wagner.
- 1925 - Épernay (França): Léon Bourgeois, polític francès, Premi Nobel de la Pau de 1920 (n. 1896).
- 1940 - Nova York, Estat de Nova York: Marguerite Clark actriu de teatre i cinema mut estatunidenca (n. 1883).[25][26]
- 1944 - Buchschlag, Offenbach: Alma Siedhoff-Buscher, dissenyadora alemanya de la Bauhaus (n. 1899).[27]
- 1956 - Plano, Estats Units: Grace Ravlin, pintora nord-americana (n. 1873).[28]
- 1962 - Oakland, Califòrnia: María Rosa Lida de Malkiel, filòloga i hispanista estatunidenca, jueva d'origen argentí (m.1962).[29]
- 1966 - Aspen (Colorado), EUA: Mina Loy, artista, poeta, novel·lista, assagista, feminista i dissenyadora britànica.
- 1970 - Locarno, Suïssa: Erich Maria Remarque, escriptor alemany nacionalitzat nord-americà que es feu famós per la seva novel·la Res de nou al front de l'oest.[30]
- 1972 - Avellaneda: Alejandra Pizarnik, poeta i traductora argentina (n. 1936).[31]
- 1980 - Estocolm: Marie Under, poetessa estoniana, una de les figures més importants en la literatura d'aquest país (n. 1883).[32]
- 1986 - Moscou, Rússia: Nikolai Semiónov, físic i químic rus, Premi Nobel de Química de l'any 1956 (n. 1896).
- 1987 - Nova York, EUA: Victoria Kent, advocada i política, pionera feminista espanyola (n. 1892).[33]
- 1991 - Niça: Viviane Romance, actriu teatral, cinematogràfica i televisiva de nacionalitat francesa (n. 1912).[34]
- 2003 - Nova York, Estats Units: Edward Said assagista polític palestí.
- 2011 - Nairobi, Kenya: Wangari Maathai, activista política i ecologista, Premi Nobel de la Pau l'any 2004 (n. 1940).[35]
- 2016 - Amman, Jordània: Nahed Hattar, escriptor i activista polític ateu jordà.

## Festes i commemoracions
- Santoral: santa Susanna, verge de l'Antic Testament; Clopas, deixeble del Senyor; Fermí d'Amiens, bisbe; Formeri de Cesarea, màrtir; Austind d'Aush, bisbe; Hilari de Javols, bisbe; Hilari del Gavaldà, bisbe llegendari; Sergi de Ràdonezh, monjo; Albert de Jerusalem, màrtir, cofundador de l'Orde dels Carmelites; Cristòfor de La Guardia, màrtir llegendari; beat Marcos Criado, màrtir.
- Festes de Misericòrdia, festa major petita de Reus (el Baix Camp).